# Nätticka
Nätticka (Ceriporia reticulata) är en svampart som först beskrevs av Franz Georg Hoffmann, och fick sitt nu gällande namn av Domanski 1963. Enligt Catalogue of Life ingår Nätticka i släktet Ceriporia,  och familjen Phanerochaetaceae, men enligt Dyntaxa är tillhörigheten istället släktet Ceriporia,  och familjen Hapalopilaceae. Arten är reproducerande i Sverige. Inga underarter finns listade i Catalogue of Life. Nät i namnet refererar till den nätformade teckning.

## Bildgalleri

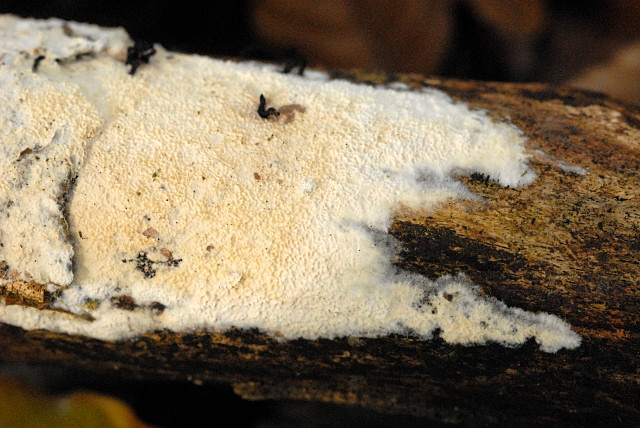
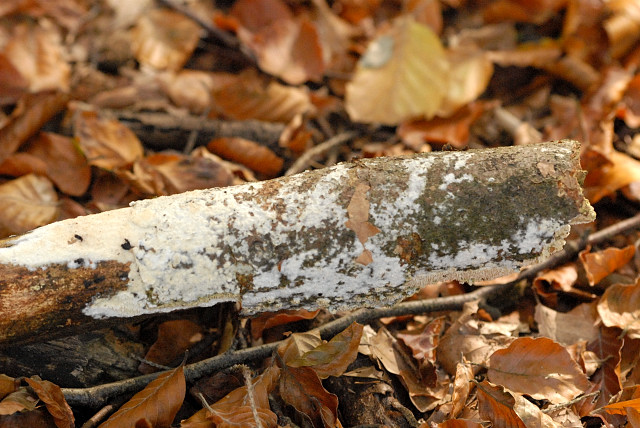